# Theuma cedri
Theuma cedri là một loài nhện trong họ Gnaphosidae.
Loài này thuộc chi Theuma. Theuma cedri được William Frederick Purcell miêu tả năm 1907.